# Вашківці (Румунія)
Вашківці, Вешкеуць, Вешкеуці (рум. Vășcăuți) — село у повіті Сучава в Румунії. Входить до складу комуни Мушеніца.

## Розташування
Село знаходиться на відстані 392 км на північ від Бухареста, 39 км на північний захід від Сучави, 148 км на північний захід від Ясс.

## Історія
За переписом 1900 року в селі «Вашківці над Серетом» Серетського повіту були 159 будинків, проживали 909 мешканців: 875 українців, 3 румуни, 11 німців, 7 євреїв, 13 поляків.

## Населення
За даними перепису населення 2002 року у селі проживала 661 особа.
Національний склад населення села:
| Національність | Кількість осіб | Відсоток |
| -------------- | -------------- | -------- |
| румуни         | 454            | 68,7%    |
| українці       | 190            | 28,7%    |
| поляки         | 13             | 2,0%     |

Рідною мовою назвали:
| Мова       | Кількість осіб | Відсоток |
| ---------- | -------------- | -------- |
| румунська  | 464            | 70,2%    |
| українська | 183            | 27,7%    |
| польська   | 12             | 1,8%     |